# New York si diverte
New York si diverte (You Can't Have Everything) è un film del 1937 diretto da Norman Taurog.
È una commedia musicale a sfondo romantico statunitense con Alice Faye, Don Ameche e Charles Winninger.

## Produzione
Il film, diretto da Norman Taurog su una sceneggiatura di Harry Tugend, Jack Yellen e Karl Tunberg con il soggetto di Gregory Ratoff, fu prodotto da Laurence Schwab per la Twentieth Century Fox Film Corporation e girato nei 20th Century Fox Studios a Century City, Los Angeles, in California dal 22 aprile 1937 al giugno 1937. Il titolo di lavorazione fu Last Year's Kisses.

## Colonna sonora
- You Can't Have Everything (1937) - musica di Harry Revel, parole di Mack Gordon, cantata da Alice Faye con David Rubinoff al violino
- Santa Lucia (1849) - tradizionale canzone napoletana, trascritta da Teodoro Cottrau (1849), cantata da Frank Puglia e George Humbert
- Chopsticks - tradizionale, cantata dai The Ritz Brothers
- Jingle Bells (1857) - scritta da James Pierpont
- Frühlingslied (Spring Song) Op.62 #6 (1842), musica di Felix Mendelssohn-Bartholdy
- Danse Rubinoff - musica di David Rubinoff, suonata da David Rubinoff
- Long Underwear (1937) - musica e parole di Samuel Pokrass, Sid Kuller e Ray Golden, cantata dai The Ritz Brothers
- String Quintet In E, Op. 13 No. 5: Minuet - musica di Luigi Boccherini
- Yankee Doodle (circa 1755) - tradizionale
- The Loveliness of You (1937) - musica di Harry Revel, parole di Mack Gordon, cantata da Tony Martin
- Danger, Love at Work (1937) - musica di Harry Revel, parole di Mack Gordon, cantata da Alice Faye con Louis Prima
- Afraid to Dream (1937) - musica di Harry Revel, parole di Mack Gordon, cantata da Don Ameche
- Please Pardon Us, We're in Love (1937) - musica di Harry Revel, parole di Mack Gordon, cantata da Alice Faye
- It's a Southern Holiday - scritta da Louis Prima, Jack Loman e Dave Franklin
- Rhythm of the Radio (1937) - musica di Louis Prima
- North Pole Sketch (1937) - musica di Harry Revel, parole di Mack Gordon, cantata dai The Ritz Brothers, Tony Martin, Dorothy Christy e altri.

## Distribuzione
Il film fu distribuito con il titolo You Can't Have Everything negli Stati Uniti dal 3 agosto 1937 al cinema dalla Twentieth Century Fox Film Corporation.
Altre distribuzioni:
- in Francia il 1º dicembre 1937 (Brelan d'as)
- in Australia l'8 dicembre 1937
- nei Paesi Bassi il 4 febbraio 1938 (Je kan niet alles hebben)
- in Portogallo il 18 maggio 1938 (Não se Pode Ter Tudo)
- in Belgio (Brelan d'as)
- in Brasile (Aí Vem o Amor)
- in Venezuela (Diversión en Nueva York)
- in Italia (New York si diverte)